# Reserva (derecho internacional)
En derecho internacional, una reserva es una advertencia sobre la aceptación de un tratado por parte de un Estado. Está definida en el artículo 2 (1)(d) de la Convención de Viena sobre el Derecho de los Tratados de 1969 como:

a unilateral statement, however phrased or named, made by a State, when signing, ratifying, accepting, approving or acceding to a treaty, whereby it purports to exclude or to modify the legal effect of certain provisions of the treaty in their application to that State
una declaración unilateral, cualquiera que sea su enunciado o denominación, hecha por un Estado al firmar, ratificar, aceptar o aprobar un tratado o al adherirse a él, con objeto de excluir o modificar los efectos jurídicos de ciertas disposiciones del tratado en su aplicación a ese Estado

En efecto, una reserva permite al Estado ser parte en el tratado, pero al mismo tiempo excluye el efecto jurídico de esa disposición específica del tratado a la que se opone. Los Estados no pueden formular reservas después de haber aceptado el tratado, sino en el momento en que el tratado afecta al Estado. La Convención de Viena no creó el concepto de reservas sino que codificó el derecho consuetudinario existente. Así, incluso los Estados que no se han adherido formalmente a la Convención de Viena actúan como si lo hubieran hecho. Como las reservas están definidas en la Convención de Viena y las declaraciones interpretativas no, a veces resulta difícil distinguirlas entre sí. A diferencia de una reserva, una declaración no pretende afectar las obligaciones jurídicas del Estado, sino que va ligada al consentimiento del Estado a un tratado para explicar o interpretar lo que el Estado considera poco claro.
Las principales fuentes de derecho internacional relativas a las reservas son la citada Convención de Viena sobre el Derecho de los Tratados de 1969, la Convención de Viena sobre la Sucesión de Estados en Materia de Tratados de 1978 y la Convención de Viena sobre el Derecho de los Tratados celebrados entre Estados y Organizaciones Internacionales o entre Organizaciones Internacionales de 1986, así como las normas consuetudinarias del derecho internacional. El derecho a hacer reservas a los tratados internacionales está consagrado en el artículo 19 de las Convenciones de Viena de 1969 y 1986. Las reservas deben formularse por escrito y comunicarse los Estados y organizaciones partes y de otros Estados y organizaciones internacionales con derecho a ser partes en el tratado.: 2.1.5  En la práctica, la comunicación de las reservas a los Estados u organizaciones partes suele estar a cargo del depositario del tratado (Estado u organización internacional).
La Comisión de Derecho Internacional de las Naciones Unidas, que ha estudiado la cuestión de las reservas a los tratados durante muchos años, publicó una «Guía de práctica sobre las reservas a los tratados» en 2011, ha ampliado la definición de reserva para tener en cuenta las disposiciones de la Convención de Viena sobre la Sucesión de Estados en Materia de Tratados de 1978 y la Convención de Viena sobre el Derecho de los Tratados celebrados entre Estados y Organizaciones Internacionales o entre Organizaciones Internacionales de 1986.: 1.1 
También debe tenerse en cuenta que a veces se hace referencia a las reservas como ciertos artículos (cláusulas) de los tratados, como la cláusula de la nación más favorecida, la cláusula de cambio fundamental de circunstancias, etc. A diferencia de esos artículos de un tratado, una reserva a un tratado no forma parte del tratado, sino que tiene por objeto excluir o modificar el efecto de sus disposiciones individuales en las relaciones del Estado autor de la reserva con las demás partes.

## Procedimiento

### Admisibilidad
Los artículos 19 a 23 de la Convención de Viena detallan los procedimientos relacionados con las reservas. Para determinar si una reserva es válida, se aplica la prueba de legalidad de la reserva, tal como se describe en el artículo 19. Según este, un Estado no podrá formular una reserva si:
1: La reserva está prohibida por el tratado.
Ejemplos de la prohibición de las reservas por los tratados: el párrafo 1 del artículo 26 del Convenio de Basilea sobre el Control de los Movimientos Transfronterizos de los Desechos Peligrosos y su Eliminación, de 1989, establece: «No se admitirán reservas ni derogaciones de la presente Convención»; la Convención de las Naciones Unidas sobre el Derecho del Mar contiene los artículos 309 y 310 que prohíben expresamente las reservas; análogamente, el artículo 120 del Estatuto de Roma de la Corte Penal Internacional de 1998 dispone: «No podrán formularse reservas al presente Estatuto». Hay otros tratados que no admiten reservas, por ejemplo, el Acuerdo sobre el establecimiento de la Unión Económica de los países de la Comunidad de Estados Independientes.
2: El tratado establece que sólo podrán hacerse reservas específicas, que no incluyan la reserva en cuestión.
Los tratados pueden contener tanto la autorización general de las reservas como la autorización de las reservas a determinados artículos del tratado. Un ejemplo de autorización de ciertas reservas es el párrafo 1 del artículo 14 del Convenio Internacional para Prevenir la Contaminación por los Buques, de 2 de noviembre de 1973: «Todo Estado, al tiempo de firmar, ratificar, aceptar, aprobar el presente Convenio o adherirse al mismo, podrá declarar que no acepta alguno o ninguno de los Anexos III, IV y V (a los que designar en adelante “Anexos facultativos”) del presente Convenio».
Este suele ser el caso cuando durante las negociaciones se hace evidente que no todas las partes aceptarán una determinada disposición de un tratado. Por lo tanto, se da a las partes la posibilidad de no estar de acuerdo con esa disposición pero sí con el tratado en general.
3: En los casos no comprendidos en (1) o (2), la reserva es incompatible con el objeto y fin del tratado.
El punto 3 se llama prueba de compatibilidad y es difícil de determinar. No siempre está claro cuál es el objeto y fin del tratado, especialmente cuando los tratados son largos y complejos.
En virtud de las Convenciones de Viena de 1969 y 1986, no se permiten las reservas contrarias al objeto y fin del tratado. Por ejemplo, en la práctica de la Organización Internacional del Trabajo (OIT) tradicionalmente se considera que «las reservas a los convenios internacionales del trabajo son incompatibles con el objetivo y la finalidad de esos convenios. Los procedimientos de formulación de reservas son totalmente inaplicables para la OIT, dado su carácter de organización tripartita en la que, según se dispone en nuestra Constitución, “los representantes de los empleadores y los trabajadores” tienen “el mismo rango que los representantes de los gobiernos”».: 1.1.6, c.26-29  En general, el reconocimiento de la inadmisibilidad de las reservas contrarias al objeto y fin del tratado establece un equilibrio entre la necesidad de preservar la esencia del tratado y el deseo de alentar al mayor número posible de Estados a adherirse a los tratados multilaterales.
Una reserva debe formularse por escrito y luego enviarse al depositario del tratado, en el caso de un tratado multilateral, o directamente a los demás Estados partes en el tratado.: 2.1.5 

### Aceptaciones
El plazo dentro del cual pueden formularse reservas se limita generalmente al momento en que el Estado consiente en someterse por las disposiciones del tratado (firma, ratificación, depósito del instrumento de ratificación). Si un tratado requiere una confirmación posterior al acto de firma, las reservas formuladas en el momento de la firma deben confirmarse cuando el Estado manifieste su consentimiento en obligarse por el tratado en el momento de la ratificación, aceptación o aprobación. El incumplimiento de estos plazos puede provocar protestas por parte de otros participantes.: 1.2, c.26-29 
Una reserva simple no requiere la aceptación de las demás partes en el tratado, pero si el alcance de esas partes queda limitado y del propósito y objeto del tratado se desprende que la condición esencial del tratado es su aplicación en su conjunto puede exigirse el consentimiento de las demás partes (artículo 20 (2), Convención de Viena sobre el Derecho de los Tratados).
Se considerará que una reserva ha sido aceptada por las demás partes si, antes de la expiración de un plazo de doce meses contados a partir de la fecha en que las otras partes tuvieron conocimiento de ella o de la fecha en que consintieron en obligarse por el tratado, no se ha formulado ninguna objeción a la reserva (artículo 20 (5), Convención de Viena sobre el Derecho de los Tratados).

### Objeciones
Por «objeción a una reserva» se entiende la expresión por un Estado o una organización internacional del rechazo de una reserva a un tratado formulada por otro Estado. La objeción a una reserva podrá ser formulada: i) por cualquier Estado parte u organización parte; y, ii) todo Estado u organización internacional facultado para llegar a ser parte en el tratado (en cuyo caso esa objeción no surtirá efecto jurídico hasta que ese Estado u organización internacional haya manifestado su consentimiento a someterse por el tratado).: 2.6.3 
La objeción, al igual que la reserva, debe hacerse por escrito y comunicarse a los Estados y organizaciones partes y a otros Estados y organizaciones internacionales con derecho a ser partes en el tratado (artículo 23 (1) de las Convenciones de Viena de 1969 y 1986). La objeción suele indicar los motivos por los que se formula, aunque esto no es obligatorio.: 2.6.9, c.1-3 
Un Estado u organización internacional que formula una objeción a una reserva tiene derecho a oponerse a la entrada en vigencia del tratado entre él y el autor de la reserva.: 2.6.6, c.1-2  En la práctica, los Estados suelen declarar expresamente que las objeciones que expresan no impiden la entrada en vigencia del tratado en relación con el Estado autor de la reserva.: 2.6.6, c.7 
La Comisión de Derecho Internacional de la ONU ha confirmado el período de doce meses dentro del cual se puede formular una objeción: «A menos que el tratado disponga otra cosa, un Estado o una organización internacional podrá formular una objeción a una reserva antes de que finalice el período de doce meses posterior a su haya sido notificada de dicha reserva o hasta la fecha en que dicho Estado o esa organización internacional exprese su consentimiento en obligarse por el tratado, si esta es posterior».: 2.6.12 
Cuando los Estados hacen una objeción a una reserva afirmando que no pasó la prueba de legalidad, hay tres resultados posibles, según los comentaristas legales:
1. El Estado que hizo la reserva ya no está obligado por el tratado. En otras palabras, el Estado ya no es parte de este tratado.
2. El Estado que hizo la reserva está obligado por el tratado, incluidas las partes sobre las que hizo la reserva.
3. El Estado que hizo la reserva está obligado por el tratado, pero no por la parte sobre la que hizo la reserva.

Hay muchos opositores a la segunda opción que argumentan que va en contra del principio del consentimiento de los Estados (ex consensu advenit vinculum). Los Estados sólo pueden estar obligados por disposiciones en las que hayan dado su consentimiento. Como han hecho una reserva a una determinada disposición, no pueden estar obligados por ella.
Según algunos comentaristas, lo que ocurre en la práctica en el régimen de la Convención de Viena sobre el Derecho de los Tratados es la tercera opción. Lo que se desprende del artículo 20, párrafo 4(b), y del artículo 21, párrafo 3, es que lo único que puede suceder es que si un Estado que objeta tiene una opinión muy firme sobre una reserva, declarará que todo el tratado no está en vigencia entre el Estado autor de la reserva y él mismo. Esto rara vez sucede, por lo que la reserva se mantiene, ya sea que haya pasado la prueba de legalidad o no.
Otros piensan diferente sobre esto. Según Anthony Aust, «si uno o más Estados contratantes han objetado que la reserva está prohibida, el Estado autor de la reserva debe decidir si está o no dispuesto a ser parte sin la reserva; hasta que no haya dejado clara su posición no podrá ser considerado parte». La diferencia de opinión a este respecto es el hecho de que no es probable que los artículos 20 y 21 se apliquen a las reservas, que no pueden formularse según el artículo 19 de la Convención de Viena sobre el Derecho de los Tratados. Sin embargo, se aplican en la práctica.

#### Ejemplo
Quizás las reservas más famosas y controvertidas sean las que hizo los Estados Unidos cuando firmó la Convención para la Prevención y la Sanción del Delito de Genocidio en 1986. Las reservas tomadas fueron:

(1) That with reference to article IX of the Convention, before any dispute to which the United States is a party may be submitted to the jurisdiction of the International Court of Justice under this article, the specific consent of the United States is required in each case.
(2) That nothing in the Convention requires or authorizes legislation or other action by the United States of America prohibited by the Constitution of the United States as interpreted by the United States.
(1) Que con referencia al artículo IX de la Convención, antes de que cualquier controversia en la que los Estados Unidos sean parte pueda ser sometida a la jurisdicción de la Corte Internacional de Justicia conforme a este artículo, se requiere el consentimiento específico de los Estados Unidos en cada caso.
(2) Que nada en la Convención requiere o autoriza legislación u otra acción por parte de los Estados Unidos de América prohibida por la Constitución de los Estados Unidos según la interpretación de los Estados Unidos.

La segunda reserva puede interpretarse como una declaración de que la Constitución nacional anula cualquier obligación derivada de un tratado, una posición impuesta por la resolución Reid v. Covert de la Corte Suprema de los Estados Unidos en 1957. De acuerdo a la reciprocidad, los Estados Unidos no pueden presentar un caso ante la Corte Internacional de Justicia a menos que el otro Estado esté de acuerdo y no declare que viola su Constitución.
Varias naciones expresaron consternación y desaprobación por las reservas y afirmaron que esencialmente hacían que el tratado quedara ineficaz. Las respuestas incluyeron:

The Government of Ireland is unable to accept the second reservation made by the United States of America on the occasion of its ratification of the [said] Convention on the grounds that as a generally accepted rule of international law a party to an international agreement may not, by invoking the terms of its internal law, purport to override the provisions of the Agreement.
El Gobierno de Irlanda no puede aceptar la segunda reserva hecha por los Estados Unidos de América con ocasión de su ratificación de la [dicha] Convención basándose en que, como norma generalmente aceptada del derecho internacional, una parte en un acuerdo internacional no puede, al invocar los términos de su derecho interno, pretenden anular las disposiciones del Acuerdo.

As concerns the first reservation, the Government of the Kingdom of the Netherlands recalls its declaration, made on 20 June 1966 on the occasion of the accession of the Kingdom of the Netherlands to the Convention […] stating that in its opinion the reservations in respect of article IX of the Convention, made at that time by a number of states, were incompatible with the object and purpose of the Convention, and that the Government of the Kingdom of the Netherlands did not consider states making such reservations parties to the Convention. Accordingly, the Government of the Kingdom of the Netherlands does not consider the United States of America a party to the Convention. […]
As the Convention may come into force between the Kingdom of the Netherlands and the United States of America as a result of the latter withdrawing its reservation in respect of article IX, the Government of the Kingdom of the Netherlands deems it useful to express the following position on the second reservation of the United States of America:
The Government of the Kingdom of the Netherlands objects to this reservation on the ground that it creates uncertainty as to the extent of the obligations the Government of the United States of America is prepared to assume with regard to the Convention. Moreover, any failure by the United States of America to act upon the obligations contained in the Convention on the ground that such action would be prohibited by the constitution of the United States would be contrary to the generally accepted rule of international law, as laid down in article 27 of the Vienna Convention on the law of treaties (Vienna, 23 May 1969)
En cuanto a la primera reserva, el Gobierno del Reino de los Países Bajos recuerda su declaración hecha el 20 de junio de 1966 con ocasión de la adhesión del Reino de los Países Bajos a la Convención […] que afirma que, en su opinión, las reservas respecto del artículo IX de la Convención, formuladas en ese momento por varios Estados, eran incompatibles con el objeto y fin de la Convención, y que el Gobierno del Reino de los Países Bajos no considera que los Estados que formulan tales reservas sean partes en la Convención. En consecuencia, el Gobierno del Reino de los Países Bajos no considera a los Estados Unidos de América parte en la Convención. […]
Como la Convención puede entrar en vigencia entre el Reino de los Países Bajos y los Estados Unidos de América como resultado de que estos últimos retiren su reserva respecto del artículo IX, el Gobierno del Reino de los Países Bajos considera útil expresar la siguiente posición sobre la segunda reserva de los Estados Unidos de América:
El Gobierno del Reino de los Países Bajos objeta esta reserva porque crea incertidumbre en cuanto al alcance de las obligaciones que el Gobierno de los Estados Unidos de América está dispuesto a asumir con respecto a la Convención. Además, cualquier incumplimiento por parte de los Estados Unidos de América de las obligaciones contenidas en la Convención basándose en que dicha acción estaría prohibida por la Constitución de los Estados Unidos sería contraria a la norma generalmente aceptada del derecho internacional, tal como está establecida en el artículo 27 de la Convención de Viena sobre el derecho de los tratados (Viena, 23 de mayo de 1969)

The Government of the United Kingdom have consistently stated that they are unable to accept reservations to article IX. Accordingly, in conformity with the attitude adopted by them in previous cases, the Government of the United Kingdom do not accept the first reservation entered by the United States of America.
The Government of the United Kingdom object to the second reservation entered by the United States of America. It creates uncertainty as to the extent of the obligations which the Government of the United States of America is prepared to assume with regard to the Convention.
El Gobierno del Reino Unido ha declarado sistemáticamente que no puede aceptar reservas al artículo IX. En consecuencia, de conformidad con la actitud adoptada por ellos en casos anteriores, el Gobierno del Reino Unido no acepta la primera reserva formulada por los Estados Unidos de América.
El Gobierno del Reino Unido objeta la segunda reserva formulada por los Estados Unidos de América. Crea incertidumbre en cuanto al alcance de las obligaciones que el Gobierno de los Estados Unidos de América está dispuesto a asumir con respecto al Convenio.

### Consecuencias jurídicas
El efecto de una reserva válida sobre las relaciones convencionales es que las disposiciones del tratado a que se refiere la reserva no se aplican entre el autor de la reserva y las demás partes en el tratado. En la medida en que una reserva válida excluye los efectos jurídicos de ciertas disposiciones del tratado, el autor de la reserva no tendrá derechos ni obligaciones en virtud de esas disposiciones en sus relaciones con las demás partes para las que la reserva sea firme. Del mismo modo, esas otras partes no tienen ni los derechos ni las obligaciones que les incumben en virtud de estas disposiciones en sus relaciones con el autor de la reserva.: 4.2.4.2 
Una reserva a una disposición de un tratado que refleje una norma de derecho internacional consuetudinario no afecta en sí misma a los derechos y obligaciones dimanantes de esa norma, que sigue aplicándose como tal en las relaciones entre el Estado u organización autor de la reserva y los demás Estados u organizaciones internacionales vinculados por esa norma.
Una reserva a una disposición de un tratado que refleje una norma imperativa de derecho internacional general (ius cogens) no afecta al carácter vinculante de esa norma, que sigue aplicándose como tal en las relaciones entre el Estado u organización autor de la reserva y otros Estados u organizaciones internacionales. Una reserva no puede excluir o modificar los efectos jurídicos de un tratado contrario a una norma imperativa de derecho internacional general.: 4.4.2 y 4.4.3 

### Retiro de reservas y objeciones
Las reservas y sus objeciones pueden retirarse en cualquier momento. El retiro de una reserva o de una objeción surtirá efecto a partir de la recepción de la notificación por el otro u otros Estados partes (artículo 22, Convención de Viena sobre el Derecho de los Tratados). El retiro de una reserva entraña la plena aplicación de las disposiciones a las que se ha formulado la reserva en las relaciones entre el Estado o la organización internacional autor de la reserva y todas las demás partes que hayan aceptado la reserva o la hayan formulado objeciones.
El retiro de una reserva significa la entrada en vigencia del tratado en las relaciones entre el Estado o la organización internacional que la haya retirado y el Estado o la organización internacional que haya formulado objeciones a la reserva y no haya consentido, en razón de la reserva, en la entrada en vigencia del tratado en las relaciones entre él y el Estado o la organización internacional autor de la reserva.: 2.5.7 
Se considerará que el Estado o la organización internacional que retire una objeción formulada a una reserva ha aceptado la reserva.: 2.7.4  El retiro de una objeción a una reserva sólo surtirá efecto después de que el Estado o la organización internacional autor de la reserva haya recibido una notificación a tal efecto.

## Tratados de derechos humanos
El problema de las reservas inadmisibles ocurre con más frecuencia con los tratados sobre derechos humanos. Se han hecho muchas reservas a estos acuerdos. Sin embargo, no muchos Estados han expresado su objeción. Cuando los Estados formularon objeciones, no muchos adoptaron la posición de que el tratado no está en vigencia entre ellos y el Estado que hace la reserva, con la esperanza de poder influir en los Estados que hacen la reserva para que al final acepten todas las disposiciones del tratado.
Otra fuente de dificultad es que los tratados sobre derechos humanos no crean relaciones per se entre los Estados sino que crean un sistema de protección de los derechos humanos. Es más difícil encontrar una objeción a algo que no pase la prueba de legalidad.
En algunos tratados de derechos humanos existen órganos de seguimiento, como tribunales, que pueden tomar decisiones vinculantes; por ejemplo, el Tribunal Europeo de Derechos Humanos en el caso Belilos v Switzerland de 1988. Allí, el tribunal decidió que determinada reserva de Suiza no era válida. Por lo tanto, según el tribunal, podría ignorarse, pero Suiza seguía obligada por el tratado.
El tribunal argumentó que «el Estado que hizo la reserva está obligado por el tratado, así como por las partes sobre las que hizo la reserva». Aunque Suiza podría haber optado por retirarse del tratado, optó por no hacerlo.
Por lo general, a los órganos de seguimiento no se les permite tomar decisiones vinculantes; por ejemplo, el Comité de Derechos Humanos que supervisa el Pacto Internacional de Derechos Civiles y Políticos. Sin embargo, este comité dio la impresión en su Observación General n.º 24 de que podría hacerlo. En este caso el comité afirmó que

The normal consequence of an unacceptable reservations is not that the covenant will not be in effect at all for a reserving party. Rather such a reservation will be generally be severable, in the sense that the covenant will be operative for the reserving party without benefit of the reservation.
La consecuencia normal de una reserva inaceptable no es la de que el Pacto carezca de todo vigor para la parte que formula la reserva. Antes bien, será posible considerar independientemente esa reserva, en el sentido de que el Pacto será aplicable para la parte que formule la reserva sin que la reserva se tenga en cuenta.

Como en Belilos, el resultado es que el comité optó por la segunda opción. Asimismo, decidió que era competente para tomar esta decisión porque:

It necessarily falls to the Committee to determine whether a specific reservation is compatible with the object and purpose of the Covenant. This is in part because, as indicated above, it is an inappropriate task for States parties in relation to human rights treaties, and in part because it is a task that the Committee cannot avoid in the performance of its functions. …Because of its special character of a human rights treaty, the compatibility of a reservation with the object and purpose of the Covenant must be established objectively, by reference to legal principles, and the Committee is particularly well placed to perform this task.
Por necesidad ha de ser el Comité quien decida si una determinada reserva es compatible con el objeto y fin del Pacto. Ello se debe en parte, tal como se indica anteriormente, a que se trata de una tarea inadecuada para los Estados partes en relación con los tratados de derechos humanos y, en parte, a que es una tarea que el Comité no puede eludir en el desempeño de sus funciones. […] Dado el carácter especial de los tratados de derechos humanos, debe establecerse objetivamente la compatibilidad de una reserva con el objeto y fin del Pacto en relación con un principio jurídico, y el Comité está en condiciones especialmente adecuadas para realizar esta tarea.

Esto ha sido criticado por el motivo expuesto anteriormente respecto de la tercera opción.
La parte I párrafo 26 de la Declaración y Programa de Acción de Viena afirma que «se alienta a todos los Estados a adherirse a los instrumentos internacionales de derechos humanos; se llama a todos los Estados a evitar, en la medida de lo posible, el recurso a las reservas».

### Comisión de Derecho Internacional
Debido al elevado número de reservas contra los tratados de derechos humanos, la Comisión de Derecho Internacional (CDI) ha incluido, desde 1994, el tema en su programa de trabajo. Originalmente se denominaba «el derecho y la práctica relacionados con las reservas a los tratados», pero luego se cambió por «reservas a los tratados». Para este tema se nombró como relator especial a Alain Pellet. A partir de 2009, el manejo de este tema aún es un trabajo en progreso.
Se pidió a la CDI que verificara si la Convención de Viena sobre el Derecho de los Tratados tendría que modificarse con reservas contra los tratados de derechos humanos. En el informe de 1997 la CIT rechazó esta idea. Según la CDI, las razones por las que había problemas con las reservas contra los derechos humanos eran las mismas razones por las que había problemas con las reservas contra otros tratados. Así, la CDI decidió que no se requeriría ningún régimen especial para los tratados de derechos humanos.
Las sugerencias de la CIT respecto de las reservas fueron las siguientes:
- Establecer disposiciones en el propio tratado que limiten la oportunidad de formular reservas.
- Dejar claro en el tratado cuál es exactamente el objeto y fin del tratado.

Sobre esta sugerencia, la CDI afirmó que esta solución sólo podría funcionar si existe voluntad política para tal disposición.
- Ayudar a facilitar la mediación y las negociaciones entre los Estados que formulan reservas y los Estados que se oponen.
- Los órganos de derechos humanos deben continuar monitoreando todas las reservas para garantizar el cumplimiento del tratado.
- Los Estados deberían agregar una cláusula en los tratados existentes para otorgar a los órganos de supervisión el poder de determinar la admisibilidad de un tratado.

Sin embargo, cuando un tratado de derechos humanos establece un órgano de supervisión, sólo se le permite comentar o hacer recomendaciones sobre las reservas. La CDI no estuvo de acuerdo con la Observación General n.º 24 del Comité de Derechos Humanos. El hecho de que el organismo de control pueda comentar sobre la admisibilidad de las reservas no tiene ningún efecto sobre el principio del consentimiento de los Estados. El Comité de Derechos Humanos afirmó que ellos mismos pueden decidir cuál será la consecuencia de una reserva inadmisible. La CDI establece que sólo el Estado autor de la reserva puede decidir qué acción seguirá. El Estado puede decidir retirar o cambiar su reserva o decidir no ser parte en el tratado en cuestión.
Además, la CDI afirmó que debería elaborarse una guía práctica que conste de directrices que aclaren ciertos problemas en la Convención de Viena sobre las reservas. Los Estados acogieron con agrado esta sugerencia, aunque hay que añadir que esta guía de práctica no tendrá fuerza jurídica vinculante.